# Унутрашњи запорни мишић
Унутрашњи запорни мишић   је билатерални мишић троугластог облика који се налази дубоко унутар карличног и седалног региона . Овај мишић се првенствено сматра мишићем доњег екстремитета. Заједно са крушколиким мишићем, четвртастим бедраним мишићем, горњим и доњим близаначким мишићем, чини дубоки слој мишића седалног региона, који је прекривен доњом половином великог седалног мишића.
Унутрашњи запорни мишић и горњи и доњи близаначки мишићи се заједно називају троглави мишић карлице. Они деле заједничку тетиву, којом се везују за већи трохантер бутне кости.

## Анатомија
Унутрашњи запорни мишић потиче из карличног региона где чини део антеролатералног зида праве карлице . Настаје од коштаних граница заптивног отвора , укључујући доњи рамус пубиса , исхијални рамус, карличну површину кости кука и горњи део већег ишијадичног форамена. Нека мишићна влакна настају из антеромедијалне унутрашње површине запорне мембране , фиброзне плоче која затвара заптивни форамен кости кука. Од овог припоја мишићна влакна се конвергирају позади, правећи оштар бочни заокрет да прођу кроз мањи ишијадични отвор и преко зглоба кука пре него што се убаце на медијалну страну великог трохантера бутне кости. У свом каснијем току, унутрашњи запорни мишић се обично спајају горњи и доњи гемели мишићи , формирајући заједничку тетиву троглавог мишића карлице.
Бурза овог мишића се обично налази између тетиве и исхиума, омогућавајући слободно кретање тетива преко кости без трења. Ова бурза се назива унутрашња запорна бурза. Још једна дугачка, уска бурза се обично налази између заједничке тетиве и капсуле зглоба кука, понекад комуницирајући са горе поменутом унутрашњом запорном бурзом.

### Односи
Унутрашњи запорни мишић заузима праву карлицу. Овде је медијална површина запорног мишића прекривена запорном фасцијом , чије централно задебљање обезбеђује тачку причвршћивања мишића карличне дијафрагме.
Фасција унутрашњег запорног мишића је медијално повезана са запорном артеријом и нервом, јер се крећу антероинфериорно од предњег трупа на бочном зиду карлице до горњег дела запорног форамена. 

### Инервација
Унутрашњи запорни мишић  је инервисан од стране унутрашњег запорног нерва, који потиче од кичмених корена Л5 и С1.

### Снабдевање крвљу
Снабдевање крвљу унутрашњег запорног мишића  углавном обезбеђују гране запорне артерије . Међутим, екстрапелвични део мишића такође може примити артеријску крв из гемеларних грана унутрашње пудендалне артерије .

## Функција
Због свог причвршћења за већи трохантер бутне кости, унутрашњи запорни мишић и близаначки мишићи делују као спољашњи (латерални) ротатори испружене бутине . Они такође отимају савијену бутину.
Поред ове улоге главног покретача, унутрашњи запорни мишић , заједно са осталим кратким мишићима кука , делује као важан постурални мишић, обезбеђујући стабилност зглобу кука, посебно када је бутина савијена.

## Галерија
- Унутрашњи запорни мишић
- Унутрашњи запорни мишић
- Троглави мишић карлице